# Pasqua di Gea
Pasqua di Gea è una raccolta di versi di Luigi Pirandello. Pubblicata nel 1891 a Milano, contiene tutte le poesie scritte in Germania dall'autore a Bonn tra il 1889 e il 1890, dedicate ad una giovane tedesca, Jenny Schulz-Lander, di cui Pirandello era innamorato.

## Dedica
La raccolta è dedicata ad una ragazza tedesca che Pirandello aveva conosciuto in Germania quando era studente: Jenny lo aveva ospitato come pensionante dai genitori e i due si erano legati, anche se Pirandello, per motivi di salute, dovette tornare in Italia e rinunciare al previsto matrimonio.
Mia cara, dolce amica,
Prima di lasciare Roma, ho accolto nella mia ultima canzone la Venere di Primavera. La bella dea mi ha fatto visita e mi ha portato un sacco di rose fresche. Dormivo e sognavo forse di amore; prendendo in giro la natura, la dea mi ha svegliato e ridendo a gran voce ha provocato il risveglio greggio di un mortale. Quando, dopo aver visto tante belle cose, si voltò in lontananza di nuovo a guardarmi, e mi chiamò per "cantare il risveglio della terra"»
…cantami la sagra Pasqua di Gea
Bene! Giunto in questa bellissima Renania, ho la frutta che aprile mi ha donato dal suo sonno invernale, una nuova vita impetuosa che sale dal cuore al cervello rendendomi ubriaco. E il cuore e il cervello, come i fiori della terra, sono scoppiati in sentimenti e pensieri, e ogni sentimento e ogni pensiero è una poesia. Non è diverso, credo, anche il beato potere della Provenza, che è stato il primo a liberarsi dalla profonda notte e ha risvegliato l’amore e la gioia della natura. A tempo debito, ho pensato al comando della dea, e alla forza naturale che cedendo all’odore dei fiori e al canto degli uccelli, ho iniziato questa poesia di Primavera.
Mia dolce amica, nessun’altra come te, ho conosciuto. Portare fuori il ricordo di quelle ore indimenticabili, in memoria di un poeta italiano, il quale ha sempre nostalgia di casa di quel bel paese. Sulla tua lode solo lui sarà in grado di guardare avanti, e non cercherà nessun altro.
Bonn am Rhein, 1890»
(Dedica, trad. R. Larocca)

## Analisi
I componimenti sono ventidue, seguiti da un'appendice: in questo caso, si tratta di una poesia già pubblicata a parte.

### I
La prima poesia è divisa in settenari, il poeta si rivolge al sole, dicendo che esso ha rapito l’arte, è la fiamma che ci illumina,  componendo ed enunciando l’eterne parole. Egli canta la primavera sostenendo che la Pasqua anima la terra, la terra unica dea che fa risorgere gli uomini. Ora che nelle anime umane la fede dell’aldilà è svanita. Ascoltate la mia voce armoniosa, queste mie belle parole, sotto il sole dove il mio dire è pieno di luce.

### II
La nostra via è sempre piena dei nostri maggi, ovvero della primavera, nella natura dove camminiamo laddove nascono i fiori. Ma se non fossi immortale non capirei perché i fiori gialli e rossi nascono dal tuo piede.

### III
Guardiamo sempre il presente , che velocemente si irrompe nel passato. A chi va per la sua meta, a chi invece si è arreso, verrà la morte che sarà senza rimpianti.

### V
Lascia il rosario e il libro delle preghiere, lascia suonar le campane della chiesa. Guarda si è purificato il cielo, la distesa d’erba e il folto grano stanno maturando. Dove hai posato la rossa veste che tanto ti si addice, via prendi questa e indossa il cappellino di paglia così chi passerà dirà che bella donna, ha le sembianze di un fior. Lascia il rosario e il libro delle preghiere. 

### VI
Non oggi, ma domani giungerò da te ombra dei sogni miei, tu che sei tutto o forse nulla per me. A te che quando ti bacio le tue labbra si allontanano ridendo. Io so che se starò con te non sarò felice perché la nostra sorte è crudele ma tu vai avanti ed io ti seguirò. Sei così bella ed io nonostante il nostro destino starò con te e mi chiedo se in questo rifugio avrò pace.

### VII
Pace della terra, nel sole, pace di primavera, nel silenzio delle palpitanti foglie, nel vivace cinguettar degli uccelli che si allontanano; sarai tu forse l’oscura della terra preghiera. Il cielo sereno che accoglie i raggi del sole, che la terra adora e che ne sente l’amore.

### VIII
L’ottava poesia parla dell’infinita tristezza per la fine della giovinezza e per l’arrivo della morte, con il desiderio di tornare indietro.

### IX
La nona poesia riflette sulla tematica dell’amore, sullo sfondo di una primavera oscura che racchiude i ricordi degli amori svaniti e finiti del poeta.

### X
La decima poesia ripercorre la vita di una anziana signora stanca, ormai, delle sue abitudini e del suo vivere, attraverso domande sul suo passato e con una leggera ironia.

### XI
L’undicesima poesia parla del destino dell’uomo: ognuno di noi corre verso la morte che è qualcosa di ineluttabile. A rendere ancor più pesante questa corsa è il tempo che a noi è ostile.

### XII
In questa poesia è presente un dialogo tra un paziente e un dottore. Il paziente dice al dottore che le pagine da lui studiate non servono a nulla e quelle pagine è meglio darle alle fiamme, e accusa il dottore di aver lasciato andare la sua vita a causa dei libri.

### XIII
La primavera indica una festa di fiori e il cuore scoppia di gioia, i giovani si ornano di fiori ma la vecchiaia arriva su un somarello e prima che il tempo passa i fiori devono essere raccolti.

### XIV
In questa poesia Pirandello paragona Jenny agli uccellini che cantano sui tetti, invocando la pioggia di mezzo aprile.

### XV
Una vecchietta vede passare un ragazzo sotto al balcone della sua amata, il giovane si trattiene ma la vecchietta gli dà il permesso di baciare la mano alla sua ragazza perché in quel gesto non c'è malizia.

### XVI
In questa poesia Pirandello si rivolge all’amore, dicendogli che toglie la mente e il cuore. L’amore è un crudele gioco e chi riesce a stare con lui offende la natura.

### XVII
Utilizzando la metafora della gallina, Pirandello vuole spiegare l’effetto che il tempo ha su di noi. "Il tempo non perdona".

### XVIII
Questa poesia inizia con il racconto di un servo che con le tasche piene di frutta in sella al suo asinello, va a far visita a Jenny.

### XIX
Una madre piange perché non vuole lasciar andare sua figlia con il nuovo sposo, anche se lei era contenta dell’uomo che la figlia aveva trovato. Ora anche la figlia dubita del suo sposo, ma lui la bacia sugli occhi, nei capelli e sulle mani, e lei è felice.

### XX
Apostrofe alla morte. Dopo essere morti nessuno si ricorderà di noi. Ora è possibile dormire tranquilli senza gemiti e senza pianti, per questo la morte è bella. Chi vive più a lungo è molto più esposto ai danni della morte.

### XXI
In questa poesia Pirandello parla della notte, che gli uomini non ammirano ma la usano per dimenticare i mali, la mente non pensa e l’anima si calma. Con la notte tutta la terra dorme. Quando il sole inizia a sorgere i suoi raggi baciano le foglie bagnate dalla rugiada, le cicale iniziano il loro canto. Un nuovo giorno è arrivato.

### XXII
La poesia inizia con il ricordo della primavera, con i fiori, i colori e i profumi della prosperità per poi proiettarsi in un periodo completamente opposto, in cui gli alberi perdono le foglie, il cielo non ha più quella leggerezza primaverile, si sente solo il silenzio e il rumore triste delle foglie che cadono. Anche in questo caso, troviamo immediatamente un paragone con la vita di un uomo, che nella sua giovinezza si stupisce di quello che vede, la sua vita è spensierata e leggere e piena di emozioni. Al sopraggiungere della vecchiaia tutto ingrigisce, perde di sentimento, molte persone vengono a mancare allo stesso modo in cui un albero perde le foglie.

## Struttura e temi
Pirandello non vuole cantare la Pasqua religiosa, ma rappresenta la natura quando si risveglia e risorge a primavera per la divina madre Gea. Così, l’Amore e la Primavera risultano uniti da un impeto di rinascita. Pasqua di Gea è in prevalenza ricca di poesie composte da lunghe strofe di settenari con un andamento lirico di tipo settecentesco - che richiama l'Arcadia - e con vaghi richiami alle villanelle duecentesche.
Il timbro è ispirato a quello di Carducci ma influenzato anche da Nietzsche.
La raccolta presenta un linguaggio non incisivo e non realistico ma legato al linguaggio classico, con la scelta di utilizzare questo linguaggio Pirandello vuole esprimere la propria crisi storica limitandosi ad una semplice versificazione dei contenuti.
I temi sviluppati in Pasqua di Gea sono quello pagano  e quello vitalistico in contrapposizione con la fede cristiana. Il poeta canta la terra risorta e la terra dell'amore, tuttavia non mancano elementi negativi come il senso di inutilità della vita, ispirato alle canzoni di Lorenzo de' Medici.